# Dunbar Ridge
Dunbar Ridge är en bergstopp i Antarktis. Den ligger i Västantarktis. Chile gör anspråk på området. Toppen på Dunbar Ridge är 1 464 meter över havet.
Terrängen runt Dunbar Ridge är kuperad åt nordost, men åt sydväst är den platt. Trakten är obefolkad. Det finns inga samhällen i närheten.